# Літературна премія Лу Сіня
Літературна премія Лу Сіня (кит.: 鲁迅文学奖) — премія Китайської асоциації письменників, які вручається кожні три роки.

## Історія
Премію було створено у 1995 році на честь китайського письменника Лу Сіня, який вважається засновником сучасної китайської літератури.
У 2010 році, коли нагорода вручалася вп'яте, комітет премії розкритикували у засобах масової інформації через те, що журі вирішило віддати перемогу у номінації «Найкраща поетична збірка» чиновнику Че Яньгао (кит.: 车延高), який був членом Муніципального комітету та секретарем Комітету дисципліни та інспекції у місті Ухань. Згодом Лю Сюелань, член Китайської академії соціальних наук та одна з членів журі, відзначила, що вони вирішили 2010 року не присуджувати премію у номінації «переклад», через те що вони хотіли зберегти високі стандарти.
Премію зазвичай вручають у семи номінаціях: найкращий роман, найкраще оповідання, найкращий репортаж, найкраща поетична збірка, найкраще есе, найкраща рецензія та найкращий переклад.
Починаючи з 2007 року церемонія нагородження проходить у рідному місті Лу Сіня Шаосін у провінції Чжецзян.

## Переможці
- 2001 — Сі Чуань
- 2004 — Цзя Пінва, Бі Фей Юй
- 2007 — Хань Шаогун, Фань Сяоцін, Го Веньбінь
- 2010 — Су Тун, Фан Фан